# Karl Egger (Geistlicher, 1914)
Karl Egger C.R.V. (italienisch Carlo Egger, lateinisch Carolus Egger; * 10. Februar 1914 in Silz, Tirol; † 1. September 2003 in Paring, Bayern) war ein Südtiroler Ordenspriester, Abtprimas der Augustiner-Chorherren, Latinist und Neulateiner. Er war lange Jahre im Vatikan in leitender Position für die Römische Kurie tätig. Bekanntheit erlangte er insbesondere als Lexikograph, der durch seine Arbeit Latein, die Amtssprache des Heiligen Stuhls, für die Übersetzung zeitgenössischer Texte ertüchtigte. Neben seinen latinistischen Publikationen veröffentlichte er auch ordensgeschichtliche Beiträge.

## Leben
Egger wuchs in Sterzing auf und besuchte von 1924 bis 1931 das Vinzentinum in Brixen. Als Zwölfjähriger schickte er ein selbst verfasstes lateinisches Gedicht an Papst Pius XI., für das er aus dem Vatikan einen Dankesbrief erhielt. Bei einem Besuch seiner Schwester, die sich gerade in Neapel aufhielt, lernte er während eines Ausflugs auf Capri einen Priester der lateranensischen Chorherren kennen, der einen tiefen Eindruck auf ihn hinterließ. 1933 trat er neunzehnjährig dem lateranensischen Chorherren-Konvent in Gubbio bei. Die ersten Gelübde legte er 1934 ab, die Priesterweihe 1937. Seine Studien beendete er mit Abschlüssen in Theologie am Angelicum und in Klassischer Philologie an der Sapienza in Rom. 1942 wurde Egger Professenmeister seines Ordens bei San Pietro in Vincoli. Daneben arbeitete er als Privatlehrer für die Familie Pacelli, wo er die Neffen von Papst Pius XII. unterrichtete. Während des Zweiten Weltkriegs erhielt er aufgrund seiner Sprachkenntnisse, die eine direkte Kommunikation mit den deutschen Besatzungstruppen ermöglichten, von Pius XII. den Auftrag, sich um die Flüchtlinge in der Stadt Rom zu kümmern.
1949 wurde Egger als Mitarbeiter in das Officium Latinum des Päpstlichen Staatssekretariats berufen, das er nach dem Tod von Antonio Bacci als Capo Ufficio leitete. Mehr als vierzig Jahre lang und unter fünf verschiedenen Päpsten war er mit der Übersetzung ins Lateinische und Redaktion sämtlicher in der Römischen Kurie anfallender Dokumente befasst. Aus dieser Arbeit heraus entstanden unter anderem ein lateinisches Personennamenlexikon, ein Ortsnamenlexikon und das Lexicon recentis Latinitatis, um zeitgenössische Texte angemessen übertragen zu können. Im Nachgang des Zweiten Vatikanischen Konzils wirkte er ab 1966 im Consilium ad exsequendam Constitutionem de Sacra Liturgia an der Ausarbeitung der Liturgiereform mit. 1976 wurde Egger erster Präsident der von Papst Paul VI. gegründeten Stiftung Latinitas, der er bis 1997 vorstand. In der von der Stiftung herausgegebenen Zeitschrift Latinitas publizierte er zahlreiche latinistische Beiträge. Weiters war er Dozent am Pontificium Institutum Altioris Latinitatis und an der Pontificia Universitas Lateranensis. Von 1979 an bis zu seinem Tod war er kooptiertes Einzelmitglied der Kommission des Thesaurus Linguae Latinae. Eggers Bedeutung brachte Johannes Paul II. 1993 mit folgenden Worten zum Ausdruck: Il latino della Chiesa riposa nelle sue mani („Das Kirchenlatein ruht in seinen Händen“).
Egger war auch als Augustiner-Chorherr vielfältig engagiert. 1947 gründete er mit der Zeitschrift Ordo Canonicus das wissenschaftliche Organ seiner Ordensgemeinschaft, zu deren Geschichte er mehrere Beiträge verfasste. 1958 wurde er zum Titularabt von Santa Maria della Pace geweiht. Egger war maßgeblich an der Gründung der 1959 von Johannes XXIII. konstituierten Konföderation der Augustiner-Chorherren beteiligt, der er von 1986 bis 1992 als Abtprimas vorstand. 1961 wurde auf seine Initiative hin die Windesheimer Kongregation der lateranensischen Chorherren wiederbelebt, die 1963 in Tor Lupara bei Rom ihr erstes Kloster einrichtete. 1974 wurde von den Windesheimer Chorherren auch das Kloster Paring bei Regensburg wiederbesiedelt, dem sich Egger besonders zugeneigt zeigte. Dort verstarb er, 70 Jahre nach seinem Eintritt ins Ordensleben, im Jahr 2003.

## Publikationen (Auswahl)
In seinen Publikationen erscheint Eggers Vorname wahlweise in der deutschen, italienischen oder lateinischen Form, als Karl, Carlo oder Carolus. Gleichermaßen alterniert der Vorname auch bei den Nennungen Eggers in der Sekundärliteratur. Gelegentlich taucht in Bibliothekskatalogen zudem die Schreibung Carl auf.
Lexika
- Lexicon nominum virorum et mulierum. Studium, Rom 1957, 2. Auflage 1963.
- Lexicon nominum locorum (= Opus fundatum Latinitas, 1). Libreria Editrice Vaticana, Vatikan 1977.
  - Supplementband: Lexicon nominum locorum. Supplementum referens nomina Latina-Vulgaria (= Opus fundatum Latinitas, 3). Libreria Editrice Vaticana, Vatikan 1985, ISBN 88-209-1459-X.
- Lexicon recentis Latinitatis. Libreria Editrice Vaticana, Vatikan, Band 1 (A–L), 1992, ISBN 88-209-1731-9; Band 2 (M–Z), 1997, ISBN 88-209-2239-8; einbändige Ausgabe 2003, ISBN 88-209-7454-1.  
  - Deutsche Ausgabe: Neues Latein-Lexikon – Lexicon recentis latinitatis. Aus dem Italienischen übersetzt und bearbeitet von Carmen Grau, Alexandra Panella, Stefan Feihl und Heinrich Offen. Edition Lempertz, Bonn 1998, ISBN 978-3-933070-01-2. Neuauflage als: PONS Wörterbuch des neuen Lateins. Deutsch-Latein. Klett, Stuttgart 2001, ISBN 978-3-12-517522-8.

Sonstiges
- Tirolensia Latina. Tyrolia, Innsbruck 1960.
- Roma aeterna : Praecipua urbis monumenta latine scientibus explanata. Pisani, Neapel 2000, ISBN 88-87122-01-6 (Reiseführer).
- Scripta Latina : percorsi letterari, storici, filologici. Hrsg. von Federico Micciarelli. Viella, Rom 2018, ISBN 978-88-6728-966-0 (Aufsatzsammlung).